# ぬこづけ!
『ぬこづけ!』は、柚木色による日本の漫画作品。

## 概要
2012年に『花とゆめONLINE』（白泉社）にて連載を開始し、翌2013年より『花とゆめ』本誌でも連載を開始した。2017年に白泉社の漫画配信プラットフォームが『マンガPark』に一本化されたことに伴い、ネット配信版はそちらに移行している。
内容は主人公の悠哉と、不思議生物である「ぬこ」のケイ・ささめの1人と2匹を中心とした面々が織りなすコメディ。
2020年には主要キャラを題材にしたLINEスタンプも配信されている。

## 主な登場キャラクター
周 悠哉（あまね ゆうや）
主人公。フリーターの24歳。アパートで一人暮らしをしていたが、ケイとささめを拾いペットとして飼い始める。ケイ・ささめには非常に甘く、大和からは「過保護」と言われている。
元々母子家庭だった上に、母親が育児放棄状態でほとんど家にいなかったため、母親代わりに遥紀の面倒を見ていた。そのせいか、料理が得意だったり、適当な端切れからケイ・ささめ用の服を短時間で作ったりと、主婦力が高い。
どこでもすぐに寝てしまう癖があり、湯船に浸かったまま寝落ちしてしまうなど命の危険を伴うこともしばしば。
ケイ
「ミケぬこ」のオス。初登場時は1歳。元々売られていたペットショップが潰れ、ささめと2匹で道端に放り出されていたところを悠哉に拾われる。作中では基本的にツッコミ役。ささめよりも年上であることから、自らを大人扱いしてもらいたがる。
悠哉と出会う前、一度ペットショップで販売された経験があるが、購入者の勝手な都合で「くーりんぐ・おふ」され店に戻されたため、当初は人間にやや不信感を抱いていた。
ささめ
「黒ぬこ」のメス。初登場時は生後3ヶ月。ケイと一緒に道端に放り出されていたところを悠哉に拾われる。割とのんびり屋の性格で、悠哉ともどもケイに説教されることが多い。
天然の人たらしで、本人が意識しないところで女性を口説いてしまっていたりする。たまに悠哉のバイト先の手伝いをする際にはその能力を存分に発揮し、的確なセールストークで超有能な売り子と化す。喋り方もやや男っぽいため、遥紀など一部の人間からはオスと間違えられている。
岸本 大和（きしもと やまと）
悠哉の幼馴染で、アパートでも悠哉の隣室に住んでいる。高校の養護教諭で、海外研修等で長期に不在となることもある。料理や工作が壊滅的に苦手で、悠哉からは陰で「破壊神」と呼ばれている。実家は日本旅館を経営しており、たまに悠哉らが泊まる（ついでに手伝いもする）ことがある。
カナ
「ミケぬこ」のメス。ケイの双子の姉。ペットショップで販売されていたときにお金持ち（後に一と判明する）の家に買われ、専用の個室や専属メイドを与えられるなど、悠哉とは別の意味で「過保護」な環境で飼われている。ケイ・ささめと再会してからは、時々悠哉の家に遊びに来る。大和のことを気に入っている模様。
周 遥紀（あまね はるき）
悠哉の弟。モデルとしてテレビCMにも出演するほどの有名人。一応近所のマンション（所属事務所が用意したもの）に住んでいるが、ロケ等で長期不在の場合を除き、週の半分は悠哉の家に泊まっている。
自らの病気が原因で、悠哉が祈の臨終に立ち会えなかった（遥紀が風邪をこじらせ、悠哉が遥紀の看病を優先させた）ことを長年気に病んでおり、その結果多数の悪霊が遥紀に取り付く状態だったが（ケイが心配するほど）、最終的に自分の中で整理がつき、悪霊が群がることも無くなった。
由岐村 祈（ゆきむら いのり）
悠哉のかつての恋人。故人だが、幽霊になっても悠哉のことが気になるらしく、お盆と自らの命日（4月2日）には悠哉の家までやってきていた。ケイ・ささめにその姿を見つけられ、悠哉の知らないところで仲良くなった。
由岐村 匠（ゆきむら たくみ）
カナの飼い主で、一の叔父に当たる。実業家でお金持ち。
露里 一 （つゆり はじめ）
カナの飼い主で、祈のいとこ。柚ノ木学院生徒会長。

## 用語
ぬこ
ケイ曰く「ネコ目ヒト科」で「ネコが人寄りに進化した種族」。人間の言葉で会話を行うことが可能なだけでなく、動物の言葉も一通り理解できる。その他の習性はネコ寄りで、体長も一般的なネコと同程度。頭部は人間の頭を小さくして猫耳をつけたような形で、顔面も人間同様なため、2〜3頭身程度のデフォルメキャラのように見える。肉球を持たない代わり、手のひら全体が肉球のような触感を持つ。幽霊を目視することも可能。ぬこにとっては当たり前の光景なので通常怖がることはないが（ケイ曰く「生きてる人間の方がずっと怖ぇよ」）、悪霊についてはその限りではない。
ちなみに「ミケぬこ」のオスは「3万匹に1匹」レベルの希少種で、市場価格は300万円ほどにもなるらしい（31話）。

## 書誌情報
- 柚木色『ぬこづけ!』白泉社〈花とゆめコミックス〉、既刊22巻（2025年3月19日現在）
  1. 2013年6月20日発売[2]、ISBN 978-4-592-19768-3
  2. 2014年2月20日発売[3]、ISBN 978-4-592-19774-4
  3. 2014年11月20日発売[4]、ISBN 978-4-592-19783-6
  4. 2015年11月20日発売[5]、ISBN 978-4-592-19788-1
  5. 2016年7月20日発売[6]、ISBN 978-4-592-19798-0
  6. 2016年11月18日発売[7]、ISBN 978-4-592-21776-3
  7. 2017年6月20日発売[8]、ISBN 978-4-592-21777-0
  8. 2017年10月20日発売[9]、ISBN 978-4-592-21778-7
  9. 2018年2月20日発売[10]、ISBN 978-4-592-21779-4
  10. 2018年8月20日発売[11]、ISBN 978-4-592-21780-0
  11. 2019年2月20日発売[12]、ISBN 978-4-592-21796-1
  12. 2019年7月19日発売[13]、ISBN 978-4-592-21797-8
  13. 2020年1月20日発売[14]、ISBN 978-4-592-21798-5
  14. 2020年7月20日発売[15]、ISBN 978-4-592-22774-8
  15. 2021年1月20日発売[16]、ISBN 978-4-592-22783-0
  16. 2021年6月18日発売[17]、ISBN 978-4-592-22788-5
  17. 2021年12月20日発売[18]、ISBN 978-4-592-22851-6
  18. 2022年6月20日発売[19]、ISBN 978-4-592-22866-0
  19. 2023年1月20日発売[20]、ISBN 978-4-592-22879-0
  20. 2023年9月20日発売[21]、ISBN 978-4-592-23002-1
  21. 2024年6月20日発売[22]、ISBN 978-4-592-23024-3
  22. 2025年3月19日発売[23]、ISBN 978-4-592-23061-8